# 目視飛行規則
目視飛行規則或者目視飛航規則（英語：Visual Flight Rules，VFR）是指飛行員依照目視駕駛航空器。能見度需高於目視氣象狀態（Visual Meteorological Condition）。在目視氣象狀態狀態下，只要向最近的機場航管單位提出飛航計劃書就可飛行，在到達VFR飛行規則的高度，飛行員可自己判斷，選擇理想的飛行高度。但在機場或機場周邊，就需依照航管單位的指示，在飛航特別管制空域及管制區內飛航中需使用無線電聽取航管單位之指示，並依規定的位置通報。

## 另見
- 儀器飛行